# 华莲站
华莲站位于中华人民共和国江苏省苏州市苏州工业园区金鸡湖街道淞江路与金鸡湖大道交叉口地下，是苏州地铁5号线的地铁车站。2021年6月29日开通。

## 车站结构
本站为地下二层岛式车站，车站的天花板设计像雨水打在湖面泛出的阵阵涟漪。

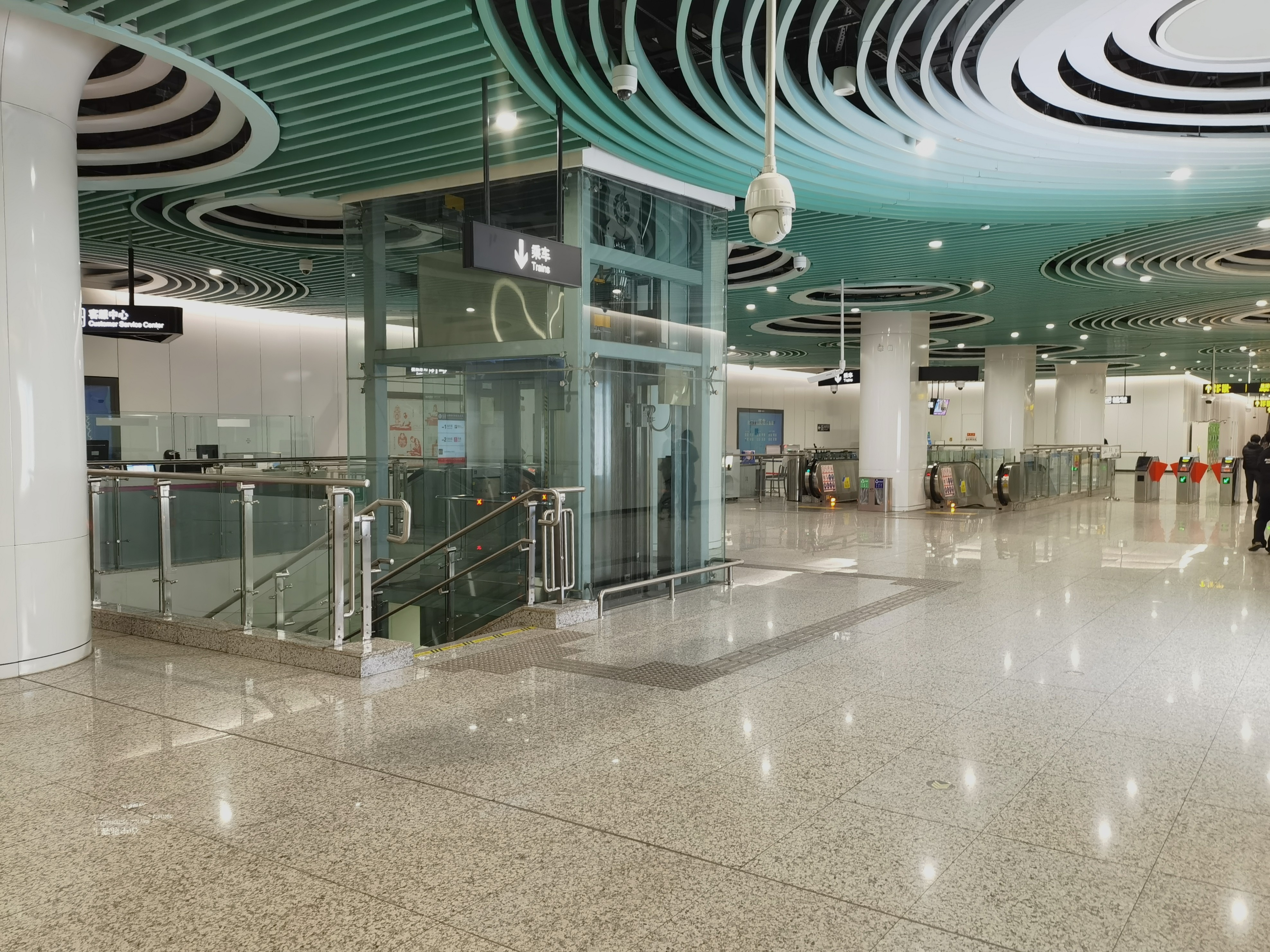
站厅

### 车站楼层
| 地面              | 出入口    | |
| 地下一层          | 站厅      | 售票机、客服中心、商店、警务室、安检设施                                                              |
| 地下二层          | 5号线站台 | \| \| \| 5号线往太湖香山（金湖） \| \| 島式 · 開左邊车门 \| \| \| \| \| \| 5号线往阳澄湖南（斜塘） \| |
| 地下二层          |           | 5号线往太湖香山（金湖）                                                                               |
| 島式 · 開左邊车门 |           | |
|                   |           | 5号线往阳澄湖南（斜塘）                                                                               |

## 出入口
|                                       |                                                 |      |  |
| 出口编号                              | 建议前往目的地                                  | 图片 |  |
| 1出口 · 出口                          | 金鸡湖大道 苏州工业园区金鸡湖学校（石港路校区） |      |  |
| 2出口 · 出口                          | 星湖街                                          |      |  |
| 3出口 · 出口                          | 淞江路                                          |      |  |
| 4出口 · 出口                          | 星湖街                                          |      |  |
| 5出口 · 出口 · 上海地铁无障碍电梯标志 | 淞江路                                          |      |  |
| 注： 设有                             |                                                 |      |  |